# Voo United Airlines 826
Em 28 de dezembro de 1997, o voo United Airlines 826 foi operado por um Boeing 747-100 voando do Novo Aeroporto de Tóquio (que mudou de nome para Aeroporto de Narita em 2004), Japão, para o Aeroporto Internacional de Honolulu, Havaí. Após duas horas de voo, a 31 000 pés (9 450 metros) de altitude, o avião recebeu relatos de turbulência de ar claro na área e o sinal do cinto de segurança foi ativado. Momentos depois, a aeronave caiu repentinamente cerca de 100 pés (30,5 metros), ferindo gravemente 15 passageiros e três tripulantes. O avião deu meia-volta e pousou em segurança em Tóquio, mas uma passageira, uma japonesa de 32 anos, morreu.

## Detalhes do voo
O voo 826 partiu do Aeroporto de Narita em Tóquio em 28 de dezembro de 1997 às 20:30, horário local. Atingiu uma altitude de cruzeiro de 31 000 pés (9 450 metros), pouco menos de meia hora depois. O voo foi originalmente planejado para cruzeiro a 35 000 pés (10 700 metros), mas o controle de tráfego aéreo (ATC) apenas foi liberado para cruzar em altitudes mais baixas devido ao tráfego aéreo. O capitão escolheu a única rota autorizada no momento em que não estavam previstas turbulências graves ou trovoadas.
Na altitude de cruzeiro, o voo inicialmente encontrou turbulência suficiente para o capitão ligar o sinal de afivelar o cinto de segurança. Quinze minutos depois, a turbulência diminuiu e o sinal de afivelar o cinto de segurança foi desligado. Na ocasião, o capitão anunciou aos passageiros que a turbulência ainda era uma possibilidade e que os cintos de segurança deveriam ser afivelados quando sentados. Uma comissária de bordo fez um anúncio japonês semelhante.
Cerca de uma hora depois, após condições calmas, o sinal de afivelar o cinto de segurança voltou a acender sem aviso prévio. Após cerca de dois minutos de turbulência não muito forte, de repente o 747 caiu um pouco, depois subiu e desceu a uma velocidade que um comissário de bordo, que estava pendurado em uma bancada fixa, se viu pendurado de cabeça para baixo segurando a bancada com a mão. pés no ar. O avião então subiu e subiu abruptamente antes de cair novamente, o que ocorreu quando a asa direita caiu bruscamente. Após outra subida moderada, o voo voltou ao normal.
Após o incidente, uma japonesa que desafivelou o cinto foi encontrada inconsciente e sangrando pesadamente no corredor. Apesar dos rápidos esforços de reanimação por parte das comissárias de bordo e de um médico de passageiros, foi logo declarada morta.
Quinze passageiros e três comissários de bordo tiveram fraturas na coluna e no pescoço. Outros 87 passageiros sofreram contusões, entorses e outros ferimentos leves. Enquanto o Aeródromo de Henderson, no Atol Midway, era o aeroporto mais próximo, o capitão optou por retornar a Tóquio depois de avaliar que a aeronave ainda era digna de voo e que as instalações médicas de Tóquio julgaram melhor lidar com os ferimentos.
Três horas depois, a aeronave pousou em segurança no Aeroporto de Narita.

## Investigação e consequências do NTSB
A caixa-preta, analisada pelo Conselho Nacional de Segurança nos Transportes (NTSB), descobriu que os sensores haviam inicialmente registrado uma aceleração normal de pico de 1,814g na primeira subida acentuada. Os dados mostraram que a aeronave tinha um teste fora de controle em 18° e depois caiu para um G negativo extremo de -0,824g.
A investigação do NTSB encontrou um problema em potencial que poderia ter evitado a morte e muitos feridos. Ninguém se lembrava de ouvir o toque típico do cinto de segurança quando a luz do cinto de segurança acendeu cerca de dois minutos antes do evento de turbulência e nenhum anúncio de a luz do cinto de segurança estar acesa foi feito em inglês ou japonês.
Como resultado do incidente, a United Airlines lançou um boletim intitulado Turbulence Encounter and Passenger Fatality, que detalhou os eventos do voo 826 e enfatizou a importância de uma comunicação eficaz. A empresa aérea também tomou medidas para impor sua política de incentivar os passageiros a manter os cintos de segurança afivelados, mesmo que o sinal do cinto de segurança esteja desligado.
A United Airlines anteriormente pretendia vender a aeronave envelhecida para uma empresa de resgate no início de 1998. Após esse incidente, a companhia aérea optou por retirar a aeronave logo depois, com o voo 826 sendo seu último voo de receita.